# Altis
L'Altis (grec antic: Ἀλτις) era un bosc sagrat de la ciutat d'Olímpia consagrat a Zeus.
Sembla que el bosc ha estat habitat de manera contínua a partir del començament del iii mil·lenni aC, encara que les primeres restes arqueològiques daten entre els segles x i ix aC. La ciutat d'Olímpia va néixer entorn d'aquest lloc. Primer era sols un bosc sagrat, però més tard, al cor del bosc, s'hi va construir primer l'Altar de Zeus, i després un temple perípter d'ordre dòric, construït en honor de la deessa Hera.
Amb el temps l'Altis es va anar embellint de monuments sagrats, i cap al segle v aC ja estava ben definit: el Temple de Zeus Olímpic, l'Herèon, el Metròon, el Pelòpion i més tard el Filipèon i altres temples. També hi havia les diverses stoes i l'Estadi.